# Lawrenceville, New Jersey
Lawrenceville är en ort i Mercer County i delstaten New Jersey, USA.